# Botans
Botans es una comuna francesa situada en el departamento del Territorio de Belfort, de la región de Borgoña-Franco Condado.
Los habitantes se llaman Botanais.

## Geografía
Está ubicada al sur de Belfort. Forma parte de la aglomeración urbana de esta ciudad.

## Demografía
| 158 | 150 | 200 | 194 | 226 | 272 | 289 | 263 |
| Para los censos de 1962 a 1999 la población legal corresponde a la población sin duplicidades (Fuente: INSEE [Consultar]) |     |     |     |     |     |     |     |